# Faaker See
Faaker See (in sloveno Baško jezero) è un lago della Carinzia, in Austria.
È il quinto lago della Carinzia; la sua superficie ricopre circa 2,2 km² e la sua massima profondità è di 29.5 metri.

## Descrizione

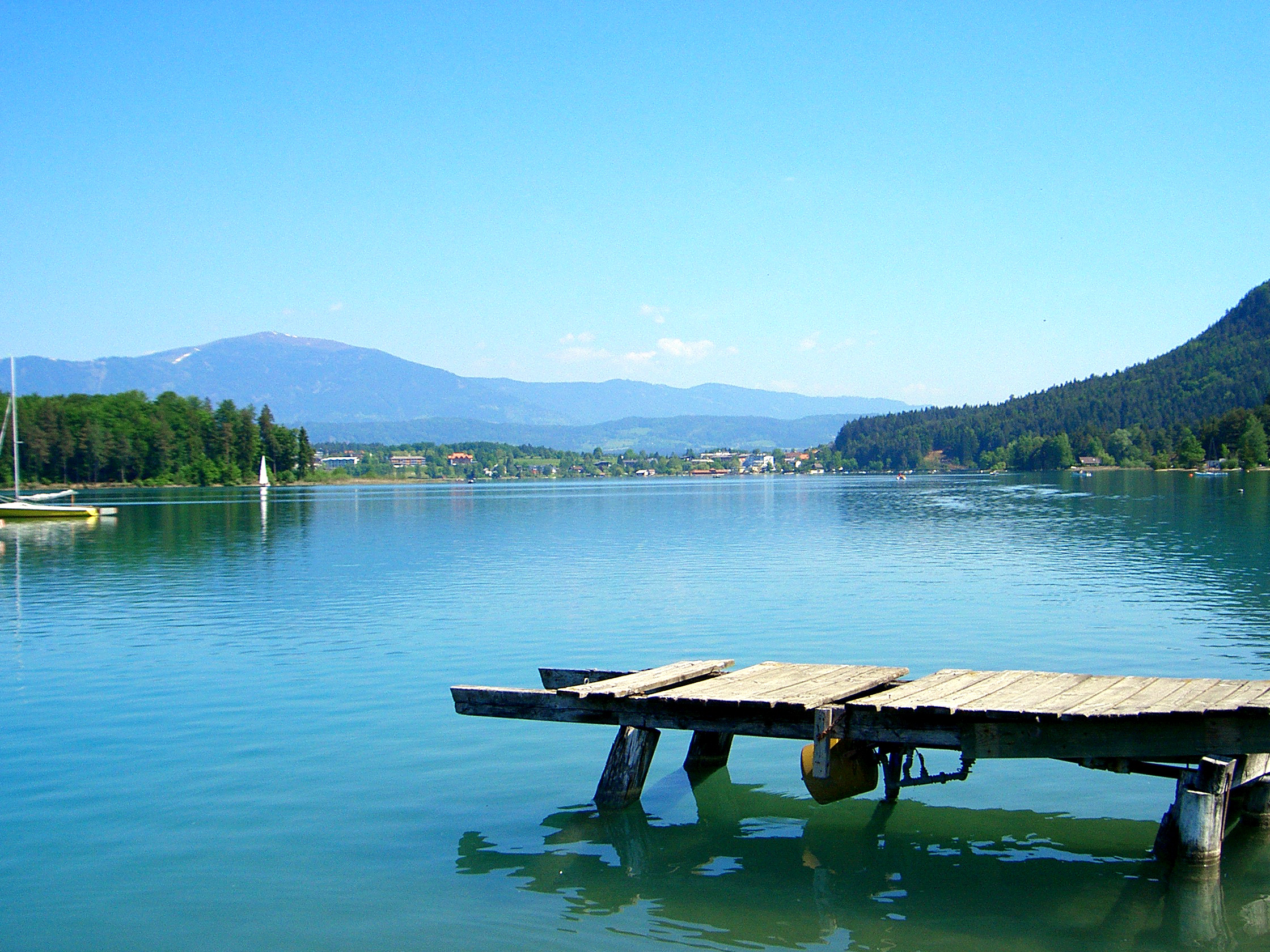
Vista del lago Faak da nord

È situato nelle vicinanze di Villaco, tra la Drava e le Caravanche.
È di forma rotondeggiante, con un'isola al centro. I paesi che insistono sul lago sono Egg, Faak e Drobollach.
È una popolare località balneare, molto conosciuta per l'acqua di color turchese.
Gli alberghi sono concentrati nella parte nord, mentre la parte sud è ricca di rilassanti campeggi, allietati dai germani reali, dalle folaghe, dai cigni e dalle altre specie presenti nel lago.
Nelle vicinanze del lago c'è la caratteristica rocca di Finkenstein, dalla quale si può ammirare un bel panorama sul lago.

## Eventi
Attorno al lago ogni anno a settembre si volge l'European Bike Week, il raduno europeo ufficiale della Harley Davidson. A tale manifestazione accorrono motociclisti da tutto il mondo riempiendo in maniera suggestiva tutto il paese di meravigliose moto "custom". Lungo la strada che abbraccia il lago si possono trovare molti stand, tra cui l'Harley Village, dove tra musica dal vivo e fiumi di birra si svolge il Custom Bike Show, manifestazione affiliata al campionato mondiale costruttori di custom. Nel 2012 si è svolta la XV edizione. Al raduno sono presenti mediamente 80.000/100.000 moto.